# Maria Goretti
Maria Teresa Goretti, född 16 oktober 1890 i Corinaldo, Italien, död 6 juli 1902 i Nettuno, var en italiensk bondflicka, jungfru, martyr och helgon inom Romersk-katolska kyrkan.

## Biografi
Maria Goretti föddes i Corinaldo nära Ancona, i en familj av fattiga lantarbetare. Hennes far Luigi blev arbetslös och tvingades 1899 att med sin familj flytta till sumpmarkerna i Le Ferriere nära Nettuno, söder om Rom. Året därpå dog Luigi i malaria, och Maria fick då ta hand om hushållet och sina fyra syskon för att modern Assunta skulle kunna förvärvsarbeta och förtjäna familjens levebröd. Ett tungt ansvar lades på Marias axlar. Hennes kärlek till Jesus fick sin uppfyllelse när hon fick ta emot den heliga kommunionen för första gången.
Familjen Goretti delade bostaden ”La Cascina Antica” med far och son Serenelli. Sonen Alessandro Serenelli (född 1882) brukade läsa pornografisk litteratur. Upphetsad av denna började han göra Maria oanständiga förslag. Hon lyckades freda sig ett flertal gånger under våren och försommaren 1902, men den 5 juli beslutade sig Alessandro för att få sin skamliga vilja igenom. På eftermiddagen, då alla andra var sysselsatta på åkrarna, beväpnade sig Alessandro med en vässad syl och försökte våldta Maria. Hon var dock fast besluten att kämpa emot, vilket gjorde Alessandro rasande. Han högg henne fjorton gånger med sylen och försvann sedan från platsen.

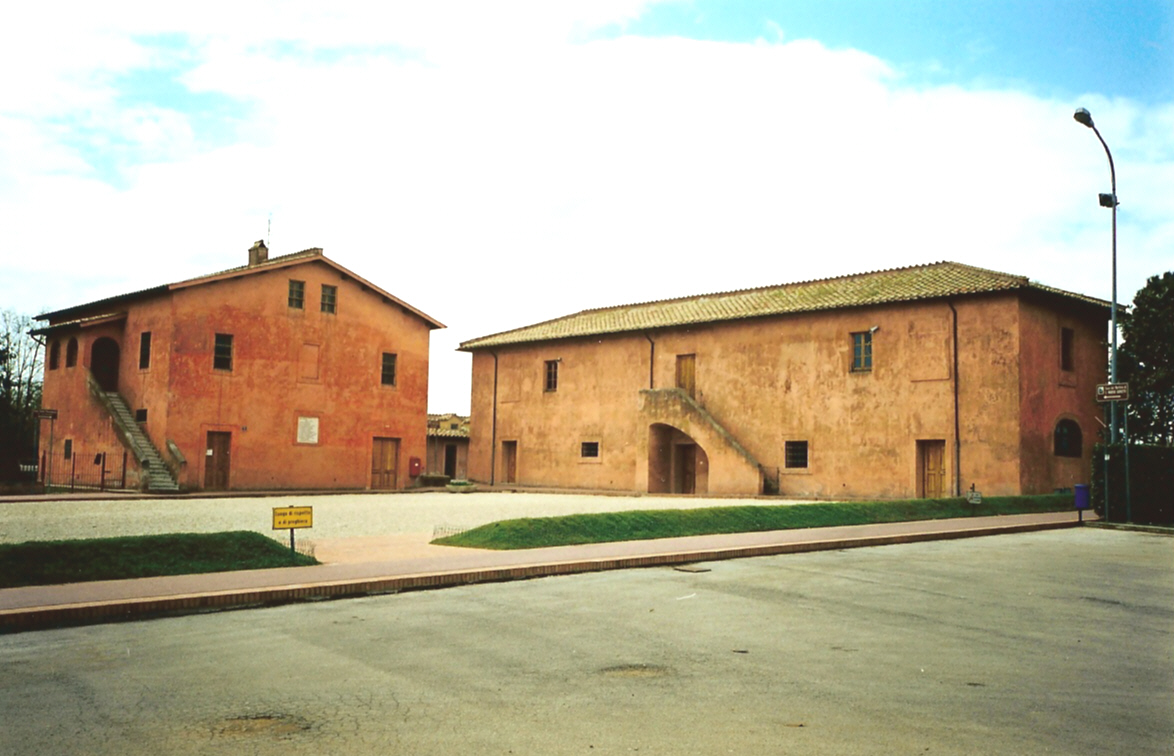
”La Cascina Antica” (till höger) i Le Ferriere. Maria Gorettis bostad och tillika platsen för hennes martyrium

Innan Maria dog den 6 juli 1902 på Ospedale Orsenigo i Nettuno, förlät hon sin mördare. När hon helgonförklarades 1950, var hennes mor Assunta, men även Alessandro Serenelli närvarande på Petersplatsen. Han hade suttit i fängelse fram till 1929 och då sökt upp Marias mor för att be henne om förlåtelse. Senare blev han anställd som medhjälpare i ett kapucinkloster. Han avled 1972, 90 år gammal.
Maria Gorettis reliker vördas i kryptan under basilikan Nostra Signora delle Grazie e di Santa Maria Goretti i Nettuno.
Regissören Augusto Genina filmatiserade 1949 Maria Gorettis liv och martyrium i filmen Cielo sulla palude. I huvudrollen ses Inés Orsini.
| ”                                                                          | Som alla vet fick jungfrun obeväpnad dra ut i den grymma striden. En våldsam blind stormvind kastade sig oförtänkt mot henne och sökte fläcka och kränka hennes änglalika renhet. När hon befann sig i högsta fara, hade hon kunnat upprepa vad författaren till den gyllene boken Om Kristi efterföljelse har skrivit: ”Om jag ansätts och plågas av många lidanden, fruktar jag intet ont, så länge din nåd är med mig. Den är min styrka, den ger mig råd och hjälp. Den är mäktigare än alla fiender.” | „ |
| – Ur en predikan av påven Pius XII vid helgonförklaringen av Maria Goretti | |   |

År 1954 invigdes kyrkan Santa Maria Goretti i Rom. Även på andra platser finns kyrkor som bär hennes namn.

## Kritik
Helgonförklaringen av Maria Goretti har blivit kritiserad för att glorifiera martyrskapet hos kvinnor framför att förlora sin oskuld. Kritikerna menar att den romersk-katolska kyrkan genom att helgonförklara Maria Goretti implicerar att det är bättre för en kvinna att dö än att förlora sin sexuella oskuld. De menar att kyrkan på så vis skapar en ohållbar situation för kvinnor inom den romersk-katolska tron som riskerar att utsättas för sexuellt våld, eftersom Gorettis helgonförklaring implicerar att det kan vara en välsignelse att dö istället för att bli sexuellt befläckad.

### Webbkällor
- Redmond, Sheila A. (1989). ”Christian “virtues” and recovery from child sexual abuse” (på engelska). Christianity, patriarchy and abuse: A feminist critique:  sid. 70-88. http://people.auc.ca/redmond/Documents%20to%20upload/VirtuesSRedmond.pdf. Läst 6 juli 2017.
- ”Santa Maria Goretti, vergine e martire”. Santi e Beati. http://www.santiebeati.it/Detailed/28150.html. Läst 6 juli 2017.
- Young, Kathleen Z. (1989). ”The Imperishable Virginity of Saint Maria Goretti” (på engelska). Gender & Society (3):  sid. 474-482. http://journals.sagepub.com/doi/abs/10.1177/089124389003004005. Läst 6 juli 2017.